# Мадонна каноника ван дер Пале
«Мадонна каноника ван дер Пале» — картина Яна ван Эйка, написанная около 1434—1436 годов. Вторая по величине сохранившаяся картина ван Эйка после «Поклонения агнцу» из Гентского алтаря.
На картине изображено явление святых её донатору Йорису ван дер Пале — писарю папской канцелярии, священнику. Дева Мария с младенцем Христом на коленях восседает на престоле в центре картины, справа от неё святой Донатиан, архиепископ Реймский, слева — святой Георгий, покровитель донатора.

## Описание
Картина является одним из первых известных образцов североевропейского Святого собеседования (sacra conversazione), отходящих от общепринятых европейских принципов тем, что святые и донаторы размещены в общем композиционном пространстве.
Как и «Мадонна канцлера Ролена», картина передаёт глубоко сокровенную связь между донатором и Богородицей. Это подчёркивается тем, что фигуры находятся совсем рядом друг от друга, что, по словам искусствоведа Джеффри Чиппса Смита, «и мысленно, и визуально разрушает барьер между Небом и Землёй» и подразумевает, что «покровитель художника увековечен как достойный личного внимания Девы и младенца Христа». Непосредственность обстановки усиливается такими деталями, как белый стихарь каноника, на который будто случайно наступает кланяющийся святой Георгий.
Тонко детализированная одежда персонажей и архитектура помещения изображены с высокой степенью реалистичности. Точность передачи деталей особенно хорошо проявляется в исполнении нитей на сине-золотых плувиале и митре святого Донатиана, в узоре восточного ковра, в щетине и венах стареющего лица ван дер Пале.

### Персонажи
Изображение Богоматери с младенцем Христом на месте церковного алтаря характеризуется новаторским использованием иллюзионизма и сложной пространственной композицией. Идеализированный тип лица Марии имеет заметное сходство с Девой из «Благовещения» ван Эйка. Она восседает на возвышенном престоле, к ступеням которого ведёт восточный ковёр, под балдахином с мельчайше детализированным и экстравагантно украшенным узором из белых роз, символизирующих её чистоту. На мантии Марии вышит латинский текст из Книги Премудрости Соломона: Est enim haec speciosior sole et super omnem stellarum dispositionem. Luci conparata invenitur prior (Она прекраснее солнца и превосходнее сонма звезд; в сравнении со светом она выше; ибо свет сменяется ночью, а премудрости не превозмогает злоба). Эту же цитату ван Эйк использовал в своей «Мадонне в церкви» (ок. 1438—1440).
Оживлённый, сидящий на белой ткани Христос с курчавыми светлыми волосами повернулся к канонику в четверть оборота, касаясь попугая на коленях матери. Долгое время нагота младенца оставалась закрашенной неизвестным корректором, пока добавленный слой не удалили во время реставрации в XX веке.
Святой Георгий, покровитель донатора, стоит в роскошно украшенных доспехах, приподнимая шлем и представляя каноника Деве Марии. На его нагруднике виднеется имя Бога ADONAI. По мнению искусствоведа Макса Фридлендера , святой выглядит неуверенным и нерешительным в такой торжественной обстановке; его молодое простоватое лицо с пустой улыбкой «создаёт странный контраст с престарелым тяжёлым каноником», а ноги... кажутся неустойчивыми. На его блестящем шлеме можно различить отражение Девы Марии, а на щите за спиной — автопортрет самого ван Эйка за мольбертом. Как и на «Портрете четы Арнольфини», художник изобразил себя в красном тюрбане, соответствующем его предполагаемому автопортрету 1433 года. Собор святого Донатиана, построенный около 950 года, предназначался в том числе для хранения одной из частиц мощей Святого Георгия.
| - Предполагаемый автопортрет в красном тюрбане - Предполагаемый автопортрет на «Портрете четы Арнольфини» - Предполагаемый автопортрет 1433 года |

Святой Донатиан занимает позицию слева от Девы, более значимую в геральдических понятиях, чтобы подчеркнуть его статус как для собора, которому предназначалась картина, так и для города Брюгге вообще. На его сине-золотой парче вышиты изображения святых Петра и Павла. В левой руке он держит украшенный драгоценностями процессионный крест, в правой — колесо с пятью зажжёнными свечами, являющееся его обычным атрибутом, напоминающим об инциденте, когда он чуть не утонул, будучи брошенным в Тибр, а папа Дионисий спас его, бросив колесо от своей повозки, которое тот смог использовать, как спасательный круг.
Ван дер Пале, коленопреклонённый справа от Девы Марии, кажется слегка отвлечённым и рассеянным. По словам искусствоведа Брета Ротштайна, он преднамеренно изображён «отстраненным» от осязаемого мира, полностью погрузившись в мир духовный, что подкрепляется очками в его руках, символизирующими не только образование, богатство и мудрость, но и подверженность земных человеческих чувств ошибочному восприятию реальности. В соответствии с традициями поздней средневековой живописи ван дер Пале не смотрит прямо ни на кого из святых — он направил свой взор в пространство, соблюдая тем самым светское и духовное приличие. Ван Эйк безжалостно демонстрирует воздействие болезни на внешность каноника, включая потёртую и потрескавшуюся кожу, увеличенные височные артерии, опухшие пальцы. Неловкость, с которой ван дер Пале сжимает свой молитвенник, указывает на проблемы с левой рукой. Сохранившиеся церковные записи свидетельствуют, что с начала 1430-х годов ван дер Пале всё чаще стал освобождаться от утренних обязанностей, а к 1434 году прекратил посещение церкви окончательно. Современные врачи диагностируют его вероятное заболевание как ревматическую полимиалгию и височный артериит.

### Интерьер
Церковные интерьеры на картинах Яна ван Эйка не являются воспроизведением реально существующих церквей, что делает их пространственно неоднозначными. Существующие противоречия искусствоведы определяют как «либо необычайно бессвязные, либо намеренно предназначенные для сложного символического обобщения». Интерьер «Мадонны каноника ван дер Пале» может быть связан с собором святого Донатиана или с Храмом Гроба Господня в Иерусалиме с добавленными элементами романской архитектуры.
Действие на картине происходит в апсиде хора полукруглой церкви в романском стиле с боковыми деамбулаториями. Освещение исходит из окон слева, находящихся за краем картины. Престол Девы слегка отодвинут вглубь апсиды, что создаёт иллюзию объёма сцены. Аналогичный приём ван Эйк использует позже при создании Дрезденского триптиха, с большей пространственной глубиной, однако персонажи на компактной композиции «Мадонны каноника ван дер Пале» гораздо более монументальны.

### Рама и надписи
Доска изготовлена из шести горизонтальных соединённых встык досок, армированных цилиндрическим стержнем и склеенными с растительными волокнами шкантами. Лицевая сторона изначально была окрашена однородным коричневым цветом; обратная сторона не окрашена, так как картину предполагалось закрепить на стене. Признаки шарниров по краям отсутствуют, что указывает на предназначение доски как отдельной картины, а не части триптиха. На протяжении веков картина утратила глянец и яркость красок, однако после серии реставраций, главным образом в 1933—1934 и 1977 годах, находится в хорошем состоянии.
Рама картины содержит подпись ван Эйка, гербы родителей ван дер Пале, надписи в иллюзионистской манере, идентифицирующие обоих святых, и цитату из Библии, воспевающую Деву Марию. Надпись под святым Донатьеном гласит: «SOLO P[AR]TV NON[VS] FR[ATRV]M. MERS[VS] REDIT[VR]. RENAT[VS] ARCH[IEPISC]O[PVS] PR[I]M[VS]. REMIS CONSTITVITVR. QVI NV[N]C DEO FRVITVR.» (Он был младшим из девяти братьев, брошен в воду, возвращён к жизни и стал архиепископом Реймса. Теперь наслаждается сиянием Божиим), под святым Георгием — «NATUS CAPADOCIA. X[PIST]O MILITAVIT. MVNDI FVG[I]E[N]S OTIA. CESU TRIVMPHAVIT. HIC DRACONEM STRAVIT» (Родился в Каппадокии, был воином Христовым. Спасаясь от праздности земной, победил смерть и сокрушил дракона). В верхней части рамы содержится цитата из Книги Премудрости Соломона, сравнивающая Деву Марию с «незапятнанным зеркалом».

### Иконография
| - Резная статуэтка на левом подлокотнике престола Марии: Каин убивает дубинкой Авеля - Резная статуэтка на правом подлокотнике престола Марии: Самсон разрывает пасть льву |

«Мадонна каноника ван дер Пале» насыщена богатой, органично связанной иконографией. В общем смысле элементы слева, включая деревянные резные фигурки, относятся к смерти Иисуса Христа, справа — к его Воскресению. Картина содержит характерные примеры того, что искусствовед Крейг Харбисон называет «преображённым взглядом на видимую реальность», заключающемся в размещении мелких ненавязчивых деталей, иллюстрирующих не земное существование, а Божественную Истину, легко различимую и понятную средневековому зрителю.
Белая ткань под Христом, постеленная поверх красной мантии Марии, может символизировать собой гостию в обряде евхаристии — распространённый элемент в ранней нидерландской живописи, указывающий на то, что картина использовалась при проведении мессы. Смысл сочетания букета из красных, синих и белых цветов в руках Марии с попугаем, иногда считающимся символом Девы, остаётся спорным. По одной из версий фигурки Адама и Евы на престоле, цветы, попугай и цветочный узор на балдахине символизируют Эдемский сад, а цвет лепестков букета — чистоту, любовь и смирение. Таким образом повествования о первородном грехе, изгнании и искуплении связываются в единую композицию.
На стойках подлокотников престола изображены резные фигурки Адама и Евы, на самих подлокотниках — сцены убийства Авеля Каином и Самсона, разрывающего пасть льву. На капителях колонн изображены сцены из Ветхого Завета, например встреча Авраама с Мелхиседеком и жертвоприношение Исаака.

## Создание и провенанс
Йорис ван дер Пале на картине уверенно идентифицируется по родительским гербам, расположенным в углах рамы. Он родился в Брюгге около 1370 года и начал своё служение в качестве писаря папской канцелярии в Риме, вернувшись в родной город в 1425 году уже состоятельным человеком. Впоследствии он получил звание каноника коллегиальной церкви Святого Донатиана, что приносило ему доход от различных приходов, находящихся под его управлением.
Тяжёлая болезнь около 1431 года сделала ван дер Пале неспособным продолжать свою деятельность в церкви. Он основал в ней капелланство (фонд на содержание священнослужителя), а затем заказал у ван Эйка алтарную картину. Художник в то время находился в зените славы и пользовался большим спросом у заказчиков, что, с учётом больших размеров доски, привело к значительной задержке в написании картины. Это подтверждается наличием двух дат на раме — более ранняя является первоначальной просроченной датой выполнения заказа.
В благодарность за капелланство церковь даровала канонику реквием, ежедневную мессу и три вотивных мессы в неделю как ходатайство за него и от его лица перед Господом. После основания второго капелланства в 1443 году церковные молитвы сосредоточились на семействе каноника, а сам он получил гарантию, что после его смерти вместо реквиема будут читать псалмы «Miserere mei Deus» и «De profundis».
Первоначально картина могла храниться как в личных покоях ван дер Пале, так и в церковном алтаре. Каноник передал её в дар церкви либо в 1436, либо в 1443 году, когда и скончался. Скорее всего картина располагалась в нефе собора Святого Донатиана с алтарём святых Петра и Павла, где проводились памятные мессы за ван дер Пале и его семейство.
Картина оставалась в соборе, для которого была написана, вплоть до Французской революции и была одной из знаменитейших художественных достопримечательностей Брюгге, привлекающей посетителей. Вероятно, она была одной из церковных картин, которую высоко оценил Альбрехт Дюрер в своём дневнике 1521 года. Мария Австрийская пожелала приобрести «Мадонну» для своей коллекции в 1547 году, но получила вежливый отказ церкви, мотивировавшей его нежеланием «стонов, жалоб, протестов и волнений» народа. Во время иконоборческого восстания 1578 года картину переносили для сохранности в частный дом. К 1600 году «Мадонна каноника ван дер Пале» стала главной алтарной картиной собора. Примерно в 1628 году её перенесли в ризницу, а в 1647 году — в новый боковой алтарь.
Картина имела большое влияние в XV—XVI веках. Оригинальная композиция Мадонны с младенцем Христом стала стандартом на 150 лет после её написания. Сохранился целый ряд копий картины, хранящихся в настоящее время в музеях и частных коллекциях, самая значительная из которых находится в Королевском музее изящных искусств в Антверпене.
Картина была приобретена Лувром вместе со многими другими произведениями нидерландского и фламандского искусства в 1794 году, во времена оккупации Южных Нидерландов французской революционной армией. В 1816 году её вернули в Брюгге, что привело к конфликту о владении ею между французскими и голландскими чиновниками, но в итоге картину передали Фламандской академии Брюгге. В 1855 году она перешла в коллекцию музея Богарденскул, который в свою очередь стал в 1930 году частью музея Грунинге, где картина и хранится по сей день. Доска сохраняет свою первоначальную структуру, что, помимо бесспорных эстетических достоинств, делает её особенно интересной для искусствоведов.